# Rachelle Viinberg
Rachelle Viinberg (née Rachelle De Jong) est une rameuse canadienne née le 30 avril 1979 à Nanaimo.

## Biographie
Aux Jeux olympiques d'été de 2012 à Londres, Rachelle Viinberg obtient la médaille d'argent en huit avec Janine Hanson, Andréanne Morin, Krista Guloien, Lauren Wilkinson, Natalie Mastracci, Ashley Brzozowicz, Darcy Marquardt et la barreuse Lesley Thompson-Willie.

## Palmarès

### Jeux olympiques
- Jeux olympiques d'été de 2012 à Londres,  Royaume-Uni
  -  Médaille d'argent en huit

### Championnats du monde d'aviron
- 2011 à Bled,  Slovénie
  -  Médaille d'argent en huit
- 2010 à Karapiro,  Nouvelle-Zélande
  -  Médaille d'argent en huit
- 2002 à Séville,  Espagne
  -  Médaille d'argent en quatre sans barreur